# Даглас Серк
Даглас Серк (енгл. Douglas Sirk; Хамбург, 26. април 1897 — Лугано, 14. јануар 1987) био је немачко-амерички редитељ, познат по холивудским мелодрамама из педесетих година двадестог века. Најпознатији филмови су му: Величанствена опсесија, Све што небо дозволи, Записано у ветру, Потамнели анђели и Имитација живота. Сматра се једним од најутицајнијих синеаста 20. века.
Рођен је као Ханс Детлеф Сирк у породици данског порекла. Започео је каријеру у Трећем рајху тридесетих година, снимивши неколико запажених филмова. Пошто је био ожењен Јеврејком, напустио је Немачку и наставио каријеру у Холивуду, где је дебитовао са изразито антифашистичким филмом Хитлеров лудак (Hitler's Madman). Врхунац каријере имао је педестих, када је снимио низ раскошних и стилизованих мелодрама, смештених у наизглед малограђански миље Америке. Након комерцијалног успеха филма Имитација живота (Imitation of Life) из 1959, изненада је прекинуо каријеру, вративши се у домовину, где је радио као позоришни редитељ и предавач у филмским школама.
Иако су комерцијално били веома успешни, оновремени амерички филмски критичари су негативно оцењивали Серкове филмове, сматрајући их баналним, неважним и нереалистичним кич остварењима, која су намењена за домаћице. Шездесетих је француска филмска критика, укључујући редитеље Жан-Лик Годара и Франсоа Трифоа, прва указала на њихову естетску вредност и Серкову редитељску вештину. Немачки редитељ Рајнер Вернер Фасбиндер био је дубоко фасциниран Серковим остварењима, те је са режисером учинио серију интервјуа, написао есеј и режирао Сви други се зову Али, својеврсни омаж Серковим мелодрамама. Слично је учинио и амерички редитељ Тод Хејнс снимивши Далеко од раја, делимични римејк филма Све што небо допушта. Педро Алмодовар, Квентин Тарантино и Франсоа Озон су такође у својим остварењима одали поштовање Серковим остварењима.